# Villacarlos
Villacarlos (catalansk: es Castell) er en by og kommune i det østlige Spanien på øen Menorca i provinsen De Baleariske Øer. Den har et indbyggertal på 7.772 (2024) indbyggere.